# Carl Heinersdorff

Karl Heinersdorff

Karl Jeremias Heinersdorff (* 24. März 1836 in Moltheinen; † 30. April 1914 in Elberfeld) war ein deutscher evangelischer Geistlicher und Gründer des Zufluchtshauses für Frauen in Wuppertal-Elberfeld, auf das die Bergische Diakonie Aprath zurückgeht.

## Leben
Heinersdorff, Sohn des Pfarrers Christlieb Julius Heinersdorff (1805–1877) und der Johanna Rosalie Friedländer (1806–1889), studierte nach dem Abitur am Palaeopolitanum Regiomonti Gymnasium im ostpreußischen Königsberg Evangelische Theologie – zunächst an der Albertus-Universität Königsberg, dann an der Friedrich-Wilhelms-Universität zu Berlin; 1860 kam er zur Examensvorbereitung zurück an die Albertina. Am 7. August 1863 wurde Karl Heinersdorff in Königsberg ordiniert und nahm dort eine Stelle als Prediger und Seelsorger im Gerichtsgefängnis an. Ab 1864 war er Gemeindepfarrer im Kirchspiel Groß Schönau und Lindenau im Landkreis Gerdauen. 1877 kehrte er in die Gefangenenseelsorge zurück und predigte in den Gerichtsgefängnissen in Dortmund, Hagen und Schwelm. 1879 wurde er Gefängnisgeistlicher im Elberfelder Gefängnis.
Aus seinem Wirken dort erkannte Heinersdorff die Notwendigkeit, sogenannten „gefallenen Frauen“ ein Heim und die Möglichkeit einer Ausbildung zu verschaffen. Mit Unterstützung durch sozial engagierte Einzelpersonen wie des Seidenfabrikantenehepaars Heinrich und Maria Schniewind sowie von Amalie Göschen (1855–1898 Leiterin des Magdalenen-Asyl Boppard zu St. Martin) und der Elberfeld-Barmer Gefängnisgesellschaft konnte 1882 die Zufluchtsstätte für entgleiste weibliche Personen in Elberfeld gegründet werden, die als sogenanntes Vorasyl konzipiert war, also als Anlaufstelle und Übergangsheim direkt nach der Haftentlassung. 1900 wurde ein Alters- und Frauenheim eingerichtet und später auch ein Heim für Trinkerinnen und Rauschgiftabhängige.
Mit dem Inkrafttreten des preußischen Fürsorgeerziehungsgesetz vom 2. Juli 1900 entstand die neue Aufgabe, für Kinder und Jugendliche zu sorgen, die ihrer Familie entzogen worden waren. 1901 bat Heinersdorff um Entlassung aus der Gefängnisseelsorge und wurde zum 1. Juni 1902 emeritiert. 1907 übergab er das Amt des Vorstehers an Dr. Paul Erfurth. 1908 wurde das „Gut Eigen“ bei Aprath, wo sich bis heute der Sitz der Bergischen Diakonie befindet, gekauft, 1910 wurde dort das erste Erziehungsheim „Haus Eben-Ezer“ eingeweiht.

## Schriften
- Predigt in der St. Petri Domkirche zu Bremen über Apostelgesch. Kap, 4, V. 12. Schünemann, Bremen 1876.
- Reinhold Buchholz' Reisen in West-Afrika. Nach seinen hinterlassenen Tagebüchern und Briefen. Nebst einem Lebensabriss des Verstorbenen. Brockhaus, Leipzig 1880. Archive Nachdruck: Fines Mundi, Saarbrücken ca. 2005.
- Das Elberfeld-Barmer Vorasyl zur Rettung gesunkener Mädchen. 2., verm. Aufl. Wiemann, Barmen 1888.
- Worte am Sarge der geliebten Mutter, Frau Pfarrer Heinersdorff, geb. Friedländer … bei ihrem Begräbnis am 11.Januar 1889 zu Bonn gesprochen. Elberfeld 1889.
- Er gab – ich nahm. Erinnerungen aus der Jugend, aus dem Gemeinde- und Anstaltsamt. Verl. d. Buchhandlung der Diakonissenanstalt, Kaiserswerth am Rhein 1909.
- Wörterbuch für Versteinerungssammler. Martini & Grüttefien, Elberfeld 1915.